# 公报 (宾夕法尼亚)
《公报》（英語：The Gazette），中文全称《宾夕法尼亚公报》，简称《宾州公报》（Pennsylvania Gazette），是美国最著名的报纸之一，存在于1728年美国独立战争之前到1800年。该报由塞缪尔·凯默（Samuel Keimer）于1728年12月24日首次出版，是宾夕法尼亚州出版的第二份报纸，时名《对所有艺术和科学的普遍教导及宾夕法尼亚公报》（The Universal Instructor in all Arts and Sciences: and Pennsylvania Gazette），暗指凯默意图在他的报纸上印制伊弗雷姆·钱伯斯（Ephraim Chambers）的《百科全书》（Cyclopædia, or an Universal Dictionary of Arts and Sciences）。
1729年10月2日，本杰明·富兰克林（Benjamin Franklin）和休·梅雷迪斯（Hugh Meredith）买下了这份报纸，并将其名字简化为《宾夕法尼亚公报》，同时也放弃了凯默试图印制钱伯斯的《百科全书》的宏伟计划。富兰克林不仅印刷了这份报纸，还经经常用化名向报纸投稿。他的报纸很快成为殖民地最成功的报纸。